# Zeughaus (Innsbruck)
La antigua armería de Innsbruck (en alemán: Zeughaus) es una antigua fundición y arsenal de la ciudad de Innsbruck, actualmente reconvertida en museo. Está ubicado en el distrito de Dreiheiligen y es una de las cinco sedes del Museo Estatal del Tirol.

## Historia

### Orígenes

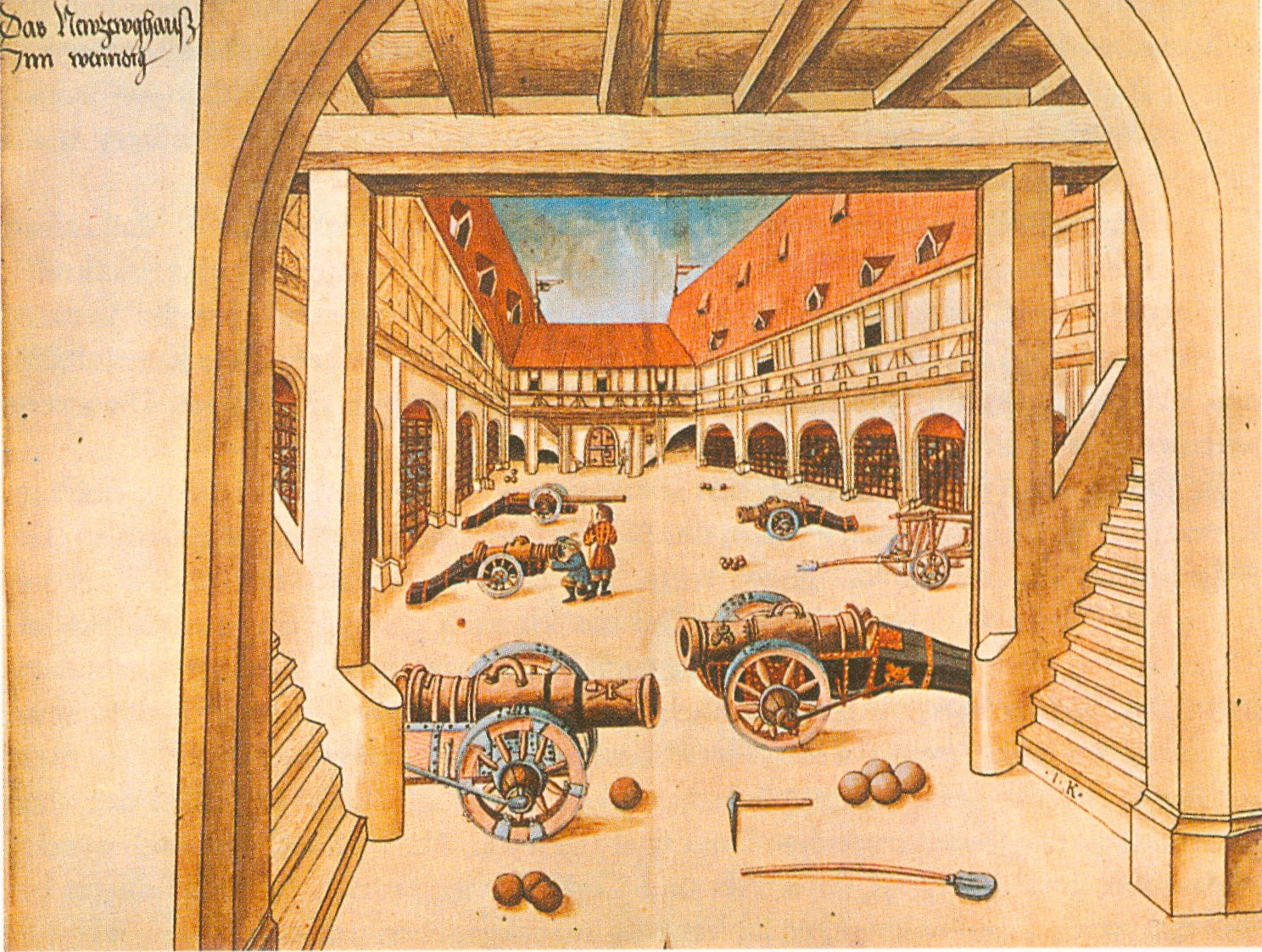
Ilustración de la armería c.1507

La ubicación estratégica de la ciudad de Innsbruck como cruce de caminos y su cercanía a la floreciente minería del cobre en el Tirol permitió el desarrollo de una floreciente industria de armamento desde por lo menos el reinado de Segismundo de Austria. En 1490, Segismundo vendió el Tirol con su capital, Innsbruck, al emperador Maximiliano I. Maximiliano convirtió Innsbruck en su capital y mandó construir múltiples edificios para su desarrollo urbano. La industria armamentística local fue particularmente clave para abastecer de armas de fuego a su ejército durante las guerras italianas.
Consecuentemente, Maximiliano hizo construir la armería entre 1500 y 1505, en la ribera del río Sill en lo que entonces una zona extramuros de la ciudad de Innsbruck. Constaba de dos edificios laterales de dos plantas de 80 × 10 m y dos alas más estrechas comunicantes que encierran un gran patio interior. El material de guerra se almacenaba aquí, junto a algunas instalaciones auxiliares ubicadas alrededor del arsenal. Además de cañones, también se almacenaron muchas armas de menor calibre.
El papel de la armería se vio reforzado cuando en 1503 se construyó una fundición de bronce en Mühlau bajo la supervisión de Bartholomäus Freysleben. En 1503 la armería albergaba unas 150 piezas de artillería. Además de piezas fabricadas localmente, la armería albergó piezas capturadas a la República de Venecia o compradas a aliados de Maximiliano, haciéndola una de los mayores arsenales de su tiempo. En 1515 Maximiliano ordenó la construcción de un molino anexo a la armería para permitir la fabricación de piezas de asedio de gran volumen.

### Uso posterior
Tras la muerte de Maximiliano, Innsbruck pasó brevemente a manos de su nieto Carlos V antes de que este lo cediera a su hermano Fernando I, dando comienzo a la línea de los Habsburgos centroeuropeos. El arsenal de Innsbruck continuó en operación, constando por ejemplo encargos para refundir y actualizar piezas del mismo tras el fracaso militar de 1537.
La armería siguió siendo utilizada como cuartel de artillería hasta el final de la monarquía habsburgo en 1918. El complejo se utilizó como almacén de cable en los años de la posguerra.

### Reconversión en museo
El edificio fue restaurado de 1964 a 1969 y se reinauguró en 1973 como Museo Regional del Tirol bajo la planificación de Robert Schuller. La estructura original se complementó con nuevos materiales de acuerdo con las pautas entonces usadas para la conservación de monumentos, con un claro contraste entre las obras originales y la restauración. El techo de madera sobre la planta baja se recreó utilizando un techo de hormigón visto con nervaduras estrechas. La fachada histórica se conservó con soportes de hormigón retranqueados y los arcos se reabrieron con una división de ventanas correspondiente a las barras de hierro originales. Por lo tanto, el piso superior quedó sin soportes y se ha conservado con la armadura de vigas originales de 1500.
En agosto de 1985, el arsenal fue inundado por un desbordamiento del Sill. Las colecciones de historia natural almacenadas en el sótano sufrieron graves daños. Parte quedó completamente destruida aunque otras pudieron restaurarse tras un largo proceso.

## Museo

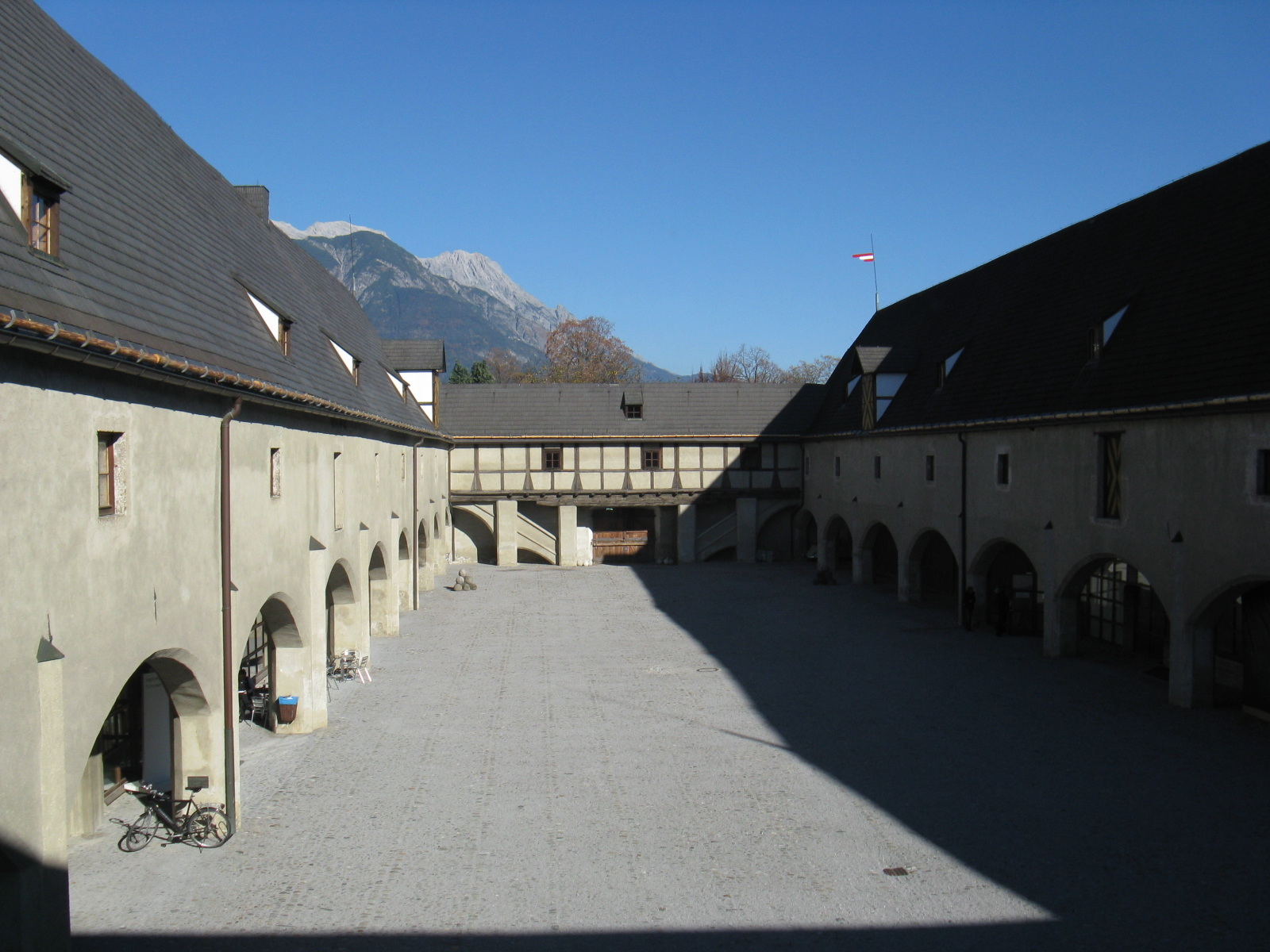
Patio

La armería es actualmente una sucursal del Museo Estatal del Tirol. Ofrece una colección histórica y técnica sobre la historia cultural del Tirol desde la antigüedad hasta la historia reciente.
La sede alberga también exhibiciones especiales. En verano, el patio interior del Zeughaus es usado escenario de un cine al aire libre y para conciertos.